# Dolichoderus armstrongi
Dolichoderus armstrongi är en myrart som beskrevs av Mcareavey 1949. Dolichoderus armstrongi ingår i släktet Dolichoderus och familjen myror. Inga underarter finns listade i Catalogue of Life.